# Projekt 68bis
Projekt 68bis či třída Sverdlov, byla třída lehkých křižníků sovětského námořnictva z doby studené války. Jednalo se o poslední postavené sovětské konvenční křižníky, po nichž následovaly raketonosné křižníky Projektu 58 (v kódu NATO třída Kynda). Celkem bylo postaveno 14 křižníků. Jeden kus byl později prodán do Indonésie. Vyřazovány byly od poloviny 80. let, přičemž poslední jednotka byla vyřazena teprve v roce 1992.

## Stavba

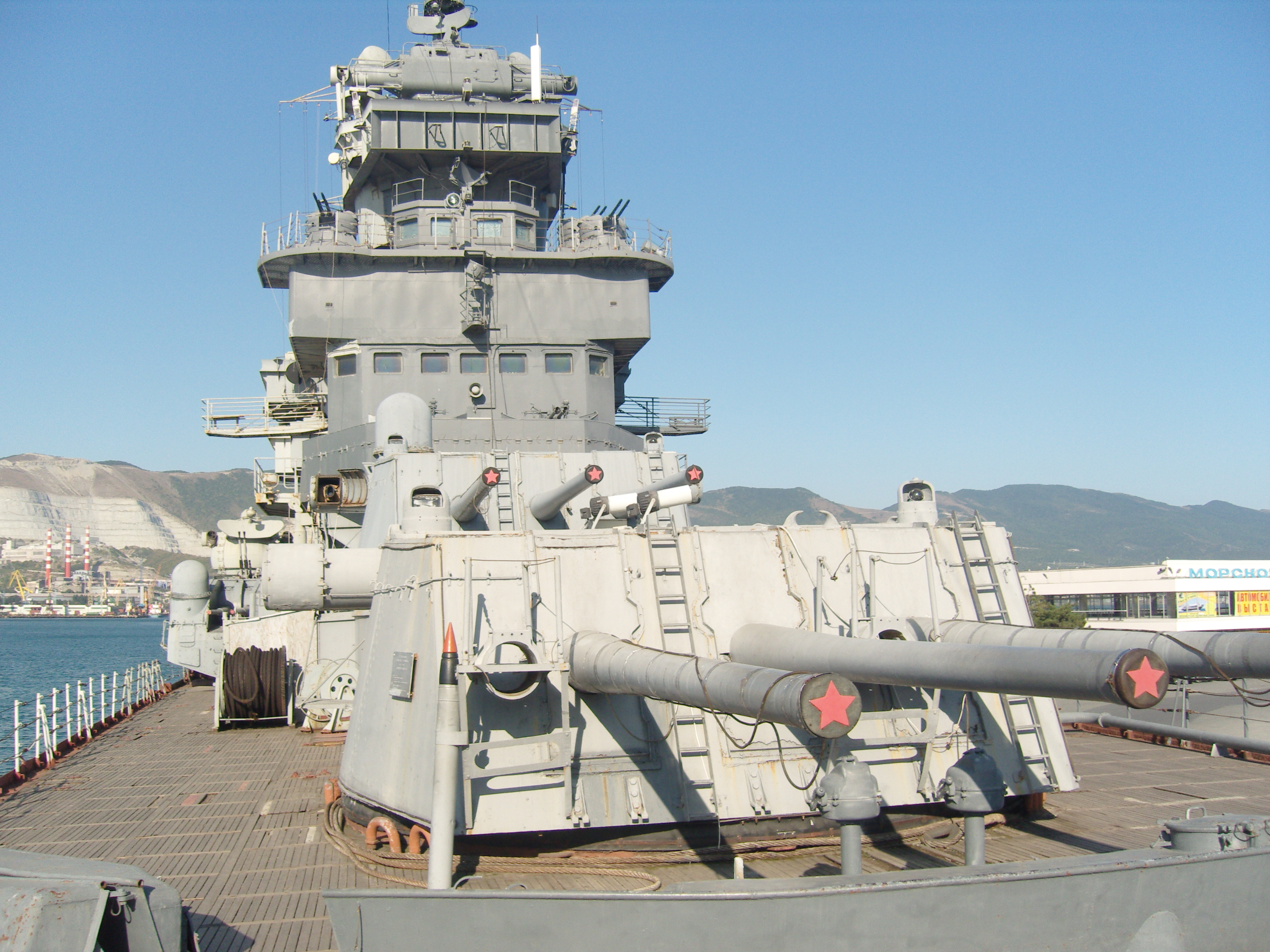
Detail křižníku Michail Kutuzov

Stavba křížníků třídy Sverdlov probíhala v letech 1949–1955 díky Stalinově zálibě ve velkých hladinových lodích, přestože po skončení druhé světové války bylo zřejmé, že tato kategorie lodí zastarala a nová plavidla jinde prakticky nebyla stavěna. Po Stalinově smrti jeho nástupce Nikita Sergejevič Chruščov celý program utlumil a řada nedostavěných křižníků byla sešrotována. Dokončeno tak bylo 14 z plánovaných 24 jednotek.

Jednotky třídy Sverdlov:
| Jméno               | Zahájení stavby | Spuštěna | Vstup do služby    | Osud                                                                                       |
| ------------------- | --------------- | -------- | ------------------ | ------------------------------------------------------------------------------------------ |
| Sverdlov            | 1949            | 1950     | 30. července 1952  | vyřazen                                                                                    |
| Dzeržinskij         | 1948            | 1950     | 18. srpna 1952     | vyřazen                                                                                    |
| Ordžhonikidze       | 1949            | 1950     | 15. března 1952    | prodán Indonéskému námořnictvu roku 1962 (název Irian), rozebrán 1972                      |
| Ždanov              | 1949            | 1950     | 31. prosince 1952  | vyřazen                                                                                    |
| Alexandr Něvský     | 1950            | 1951     | 31. prosince 1952  | vyřazen                                                                                    |
| Admiral Nachimov    | 1950            | 1951     | 27. března 1953    | vyřazen                                                                                    |
| Admiral Ušakov      | 1950            | 1951     | 8. října 1953      | vyřazen                                                                                    |
| Admiral Lazarev     | 1951            | 1952     | 3. března 1954     | vyřazen                                                                                    |
| Alexander Suvorov   | 1951            | 1952     | 31. prosince 1953  | vyřazen                                                                                    |
| Admiral Senjavin    | 1951            | 1952     | 30. listopadu 1954 | vyřazen                                                                                    |
| Dimitrij Požharskij | 1952            | 1953     | 31. prosince 1954  | vyřazen                                                                                    |
| Molotovsk           | 1952            | 1954     | 30. listopadu 1954 | vyřazen                                                                                    |
| Murmansk            | 1953            | 1955     | 22. října 1955     | vyřazen, roku 1994 během tažení k sešrotování ztroskotal u břehů Norska, vrak byl rozebrán |
| Admiral Kornilov    | 1951            | 1954     | –                  | stavba zrušena 1959                                                                        |
| Kronštadt           | 1953            | 1954     | –                  | stavba zrušena 1959                                                                        |
| Tallinn             | 1953            | 1955     | –                  | stavba zrušena 1959                                                                        |
| Varjag              | 1954            | 1956     | –                  | stavba zrušena 1959                                                                        |
| Kozma Minin         | 1952            | 1953     | –                  | stavba zrušena 1959                                                                        |
| Dmitrij Donskoj     | 1953            | –        | –                  | stavba zrušena 1959                                                                        |

## Konstrukce

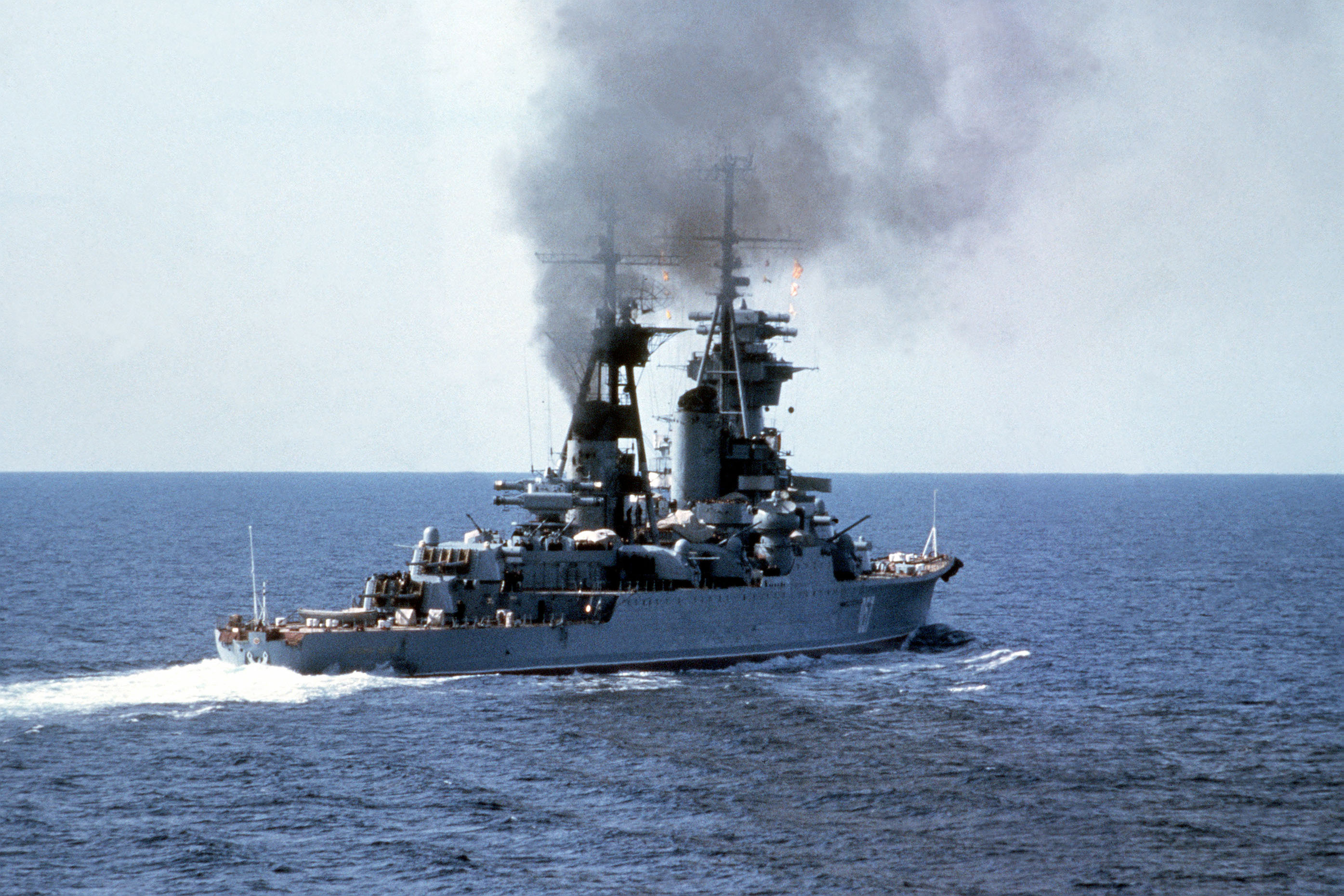
Křižník třídy Sverdlov

Výzbroj křižníků tvořilo dvanáct 152mm kanónů MK-5-bis v třídělových věžích, sekundární ráží představovalo dvanáct 100mm kanónů SM-5-1 ve dvoudělových věžích a plavidla dále nesla 16 protiletadlových 37mm kanónů V-11 v dvouhlavňových postaveních. Plavidla také nesla dva pětihlavňové 533mm torpédomety PTA-53-68bis. Pohonný systém tvořily dvě parní turbíny a šestnáct kotlů. Nejvyšší rychlost přesahovala 33 uzlů.